# إيمي غيليت
إيمي غيليت (بالإنجليزية: Amy Safe)‏ هي مجدفة أسترالية، ولدت في 9 يناير 1976 في أديلايد في أستراليا، وتوفيت في 18 يوليو 2005 في Zadelsdorf ‏ في ألمانيا.

## وصلات خارجية
- إيمي غيليت على موقع أرشيف الدراجات (الإنجليزية)
- إيمي غيليت على موقع إحصائيات الدراجات الإحترافية (الإنجليزية)
- إيمي غيليت على موقع الاتحاد الدولي للتجديف (الإنجليزية)
- إيمي غيليت على موقع اللجنة الأولمبية الدولية (الإنجليزية)
- إيمي غيليت على موقع أوليمبيديا (الإنجليزية)
- إيمي غيليت على موقع اللجنة الأولمبية الأسترالية (الإنجليزية)